# Шведско-норвежская война
Шведско-норвежская война 1814 года — короткий военный конфликт, разгоревшийся вследствие нежелания Норвегии признавать Кильский мирный договор.

## Предыстория конфликта
В ходе наполеоновских войн Дания, которой в то время принадлежала Норвегия, волей обстоятельств оказалась на стороне Франции и заключила с ней в 1807 году союз. После поражения Наполеона Россия и Швеция в ноябре 1812 года предложили Копенгагену выступить против Франции. Предложение скорее напоминало требование и предусматривало передачу Швеции Норвегии в обмен на территории в Северной Германии. Датский король Фредерик VI отклонил это требование, а в 1813 году даже заключил новый датско-французский союз. После разгрома Наполеона под Лейпцигом шведская армия в ноябре 1813 года начала военные действия против Дании. Потерпев ряд поражений, датчане были вынуждены в 1814 году пойти на заключение Кильского мирного договора, согласно которому Дания уступала в пользу Швеции Норвегию.

## Причины войны
После того как известие о подписание Кильского договора достигло Норвегии, её наместник принц Кристиан Фредерик (1786—1848) отказался выполнять его условия. В феврале 1814 года Норвегия провозгласила свою независимость, а Кристиан Фредерик был объявлен регентом. В апреле избранное норвежцами Государственное собрание приняло так называемую Эйдсволльскую конституцию и провозгласило принца-регента Кристиана Фредерика королём Норвегии.

## Ход войны
Летом 1814 года шведский кронпринц Карл Юхан с армией вернулся в Швецию и стал готовиться к походу в Норвегию. Посредническая миссия союзных Швеции держав — России, Англии, Австрии и Пруссии — успеха не имела, поскольку шведы потребовали передачи им крепостей в Восточной Норвегии и отказались признать Эйдсволльскую конституцию.
Военные действия начались в конце июля 1814 года. Норвежская армия была значительно меньше шведской (19-30 тысяч против 45,5-47 тысяч человек) и гораздо хуже вооружена. Кроме того, шведы имели опыт военных действий, и ими командовал один из талантливейших полководцев своего времени.
Шведская армия 30 июля вступила на территорию норвежской провинции Смоленене и 4 августа заняла крепость Фредрикстен. Кристиан Фредерик был вынужден отдать приказ об отходе норвежской армии на правый берег реки Гломмы. Однако в двух столкновениях у Лиера и Скоттеруда норвежцам удалось разбить корпус генерала Гана, отступивший с большими потерями. На море, где военные действия развернулись ещё раньше (28 июля), события также развивались для Норвегии неблагоприятно, так как шведам удалось вскоре заблокировать норвежский флот в Осло-фьорде.
В битве при Матранде 5 августа была одержана первая победа норвежцев в войне. 3 августа Кристиан Фредерик вышел в Эстфолд и сменил стратегию; к тому времени у Раккестада было около 6000 норвежских солдат. Приказ о контратаке был отдан 5 августа, но отозван лишь через несколько часов после этого. Норвежские войска бежали из страны к востоку от Гломмы в Лангнесе. Последнее крупное сражение в войне состоялось 9 августа на плацдарме в Лангнесе, где шведские войска были отброшены с большими потерями, но норвежцам вскоре пришлось отступить.
Кристиан Фредерик прекрасно осознавал бессмысленность дальнейшего сопротивления, а Карл Юхан, несмотря на достигнутые успехи, не желал затягивать войну.

## Заключение мира
14 августа в Моссе между норвежцами и шведами было заключено перемирие и конвенция, согласно которой Карл Юхан обещал уважать норвежскую конституцию, а норвежцы соглашались избрать шведского короля на норвежский престол. Окончательное решение должен был принять чрезвычайный стортинг.
Внеочередной стортинг собрался 7 октября и 10 октября он принял торжественное отречение короля Кристиана Фредерика. После переговоров со шведскими представителями стортинг 4 ноября принял изменённую конституцию Норвегии. Военные и внешнеполитические полномочия короля были ограничены, однако внешняя политика объединённых королевств целиком отходила в ведение шведского министерства иностранных дел. Король получил право назначать в Норвегию наместника, который представлял отсутствующего монарха. Король не мог, однако, назначать шведов на посты в Норвегии (кроме поста наместника). В тот же день стортинг избрал Карла XIII норвежским королём. Швеция и Норвегия объединились под властью одного монарха.

## Итоги войны
В результате войны Швеции удалось присоединить к себе Норвегию, однако это произошло не на условиях Кильского договора, а в форме унии, действовавшей до 1905 года. Кроме того, Норвегия сумела сохранить свою конституцию. Эта война стала также последней на сегодняшний день войной с участием Швеции, после которой она окончательно стала нейтральной страной.